# Coquitlam
Coquitlam (Kwikwetlem) /= "Red Fish Up The River", Svoje ime nose po jednoj vrsti lososa poznatoj i kao landlocked salmon (Salmo salar sebago, vidi),/ pleme Coast Salish Indijanaca koje je živjelo sjeverno od delte rijeke Fraser uz pritoku Coquitlam u kanadskoj provinciji Britanska Kolumbija. Govorili su jezikom Cowichan (porodica Salishan) i pripadali skupini poznatoj kao Stalo ili Halkomelem. Svog vlastitog plemenskog teritorija nisu imali jer su praktično bili robovi Kwantlen Inmdijanaca. Danas žive pod imenom Kwikwetlem na rezervatima Coquitlam 1 i Coquitlam 2. 

## Vanjske poveznice
- Kwikwetlem First Nation  Arhivirana inačica izvorne stranice od 17. lipnja 2009. (Wayback Machine)